# 아시아의 인권
아시아 인권의 주제는 엄청난 수의 국가, 국제 정부 기구 및 비정부 기구를 포함하는 것이다. 이 모든 기관들은 아시아의 인권에 대한 집행, 감시, 비판을 포함한 주제들을 다루며 인권에 대한 다양한 서비스와 관점을 제공한다. 이렇게 다양하고 광범위한 지역은 인권의 범위에 속하는 수많은 요소들을 적절히 감시하기 위해 많은 기관들이 필요하기 때문에 아시아의 모든 인권을 다루는 단일 기관은 없다. 역사적으로 아시아에서 인권에 대한 수많은 비판이 있었지만, 현재는 다양한 새로운 조약과 협약들이 국제무대에서 알려진 대로 인권의 수준을 달성하기 위해 노력하고 있다. 아시아의 인권은 많은 기관(정부 및 비정부 기관 모두)에 의해 감시되고 있으며, 몇 가지 예로는 ASEAN 정부 간 인권 위원회(AICHR)와 휴먼 라이츠 워치가 있다. 이러한 조직에 대한 관용은 주마다 다르며, 자발적인 정부 간 프로그램(즉, ASEAN)은 중립적인 비정부 조직이 일반적으로 받는 것보다 더 많은 국가 협력을 종종 볼 수 있다. 아시아 국가들에 대한 비판의 수가 최근 수십 년 동안 극적으로 증가했고, 많은 인권 옹호자들은 투명성의 증가와 아시아 국가들에 대한 어떠한 인권 침해도 자제하도록 더 큰 국제적 압력을 요구했다. 그러나 대부분의 국제 사회가 성장하고 있는 아시아 강대국들, 특히 중국의 행동에 도전하는 것이 점점 더 어려워짐에 따라 앞서 언급한 국제적 압력에 대한 요구는 답하지 않고 있다. 국가들이 최근 몇 년 동안 다소 조용한 불만을 제기했지만, 비정부기구들은 인권 침해에 대해 자신들이 유죄임을 보여준 국가들을 계속해서 '명예훼손'하고 있다.

## 아시아 인권의 역사

### 동남아시아

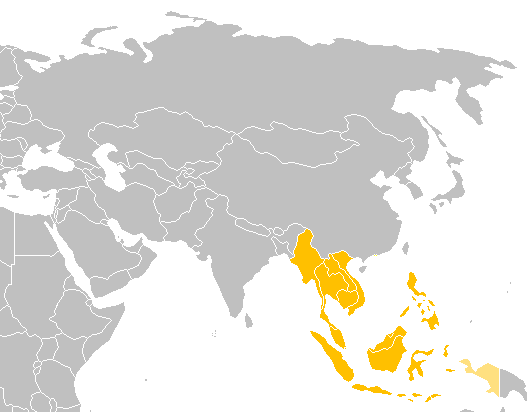
동남아시아

동남아시아는 역사적으로 서유럽이나 북미 국가에서 볼 수 있는 것과 같은 인권의 정의를 채택하지 않았다. 인권 인정의 첫 징후는 유엔이 제시한 세계인권선언(UDHR)의 형태로 나타났다. 그러나 이 선언은 구속력이 없으므로 시행되지 않았다. UDHR은 전 세계적으로 51개국만이 존재를 승인했다; 많은 동남아시아 국가들은 아직 회원국 자격을 얻지 못했다. 주로 서구에 기반을 둔 이 인권 개념은 동남아시아에 결코 침투하지 않았다. 대신 인권의 이념적 반대는 사실이었다. 사회 경제적, 문화적, 종교적 지위 등에 기초한 동등한 대우에 대한 기대는 없었다.
아시아에서 공화국을 형성한 최초의 국가인 필리핀은 민주주의 이상을 확립하기 위한 오랜 투쟁을 경험했다. 1970년대에는 페르디난드 마르코스 독재 정권과 싸웠고, 1986년 무혈 인민 권력 혁명을 통해 결국 축출되었다. 수많은 인권 피해자들이 행정부 하에서 고통을 겪었고, 1983년에 아시아 인권 위원회라고 불리는 최초의 동남아시아 단체 중 하나가 아세안 사람들과 정부의 기본 의무 선언이라고 불리는 인권에 대한 첫 번째 지역 선언을 공식화했다. 이 비정부 기구는 무료 법률 지원 그룹이라고 불리는 가장 큰 인권 법률 회사의 설립자인 필리핀 인권 Sen. Jose W. Diokno의 아버지가 이끄는 동남아시아의 저명한 인권 변호사들로 구성되어 있다. 이 선언문은 1983년 12월 9일 마닐라에서 서명되었다. 21세기 우리나라는 페르디난드 마르코스와 마찬가지로 계엄령을 선포하겠다고 위협해온 로드리고 두테르테 16대 대통령 치하에서 마약과의 전쟁에 직면해 있다. 래플러의 마리아 레사는 나중에 두테르테 행정부에 대한 보고서로 명예훼손 혐의로 기소되었다.
말레이시아에서 2016년 8월 1일부터 새로운 보안법이 발효됐다. 새 보안법은 나집 라작 총리가 보안상 위협이 있다고 판단할 경우 언제든지 시민들의 자유를 제한할 수 있도록 하고 있다. 비판론자들은 이 법이 총리에게 과도한 권한을 부여할 뿐아니라 인권 억압에 이용될 가능성이 있다고 지적하고 있다. 국제 인권단체 앰네스티 인터내셔널은 말레이시아 정부가 견제를 무시하고 권력 남용 가능성을 드러내고 있다고 밝혔다. 유엔 인권 지역사무소도 말레이시아 보안법이 인권 위배를 조장하고 언론과 결사의 자유를 부당하게 제한할 수 있다는 점을 심각히 우려한다고 밝혔다. 비판론자들은 나집 총리가 부정부패 추문에 휩싸인 가운데 통과된 이 법을 나집 총리의 권력 유지 수단으로 보고 있다.
싱가포르에서는 집회의 자유와 같은 특정한 기본적인 자유가 여전히 제한되어 있다. 모든 종류의 모임은 여전히 엄격하게 규제되고 있으며, 1인 이상의 모임에 대해 경찰의 허가가 필요하다. 싱가포르 정부는 '공공질서법'을 빙자해 최근 역사상 많은 행사가 폐쇄되는 등 어떤 이유로든 공공 집회를 더욱 제한하고 있다. 싱가포르는 또한 정기적으로 "정치적 목적을 향한" 집회를 위한 경찰의 집회 허가 신청을 거부한다. 싱가포르는 역사를 통해 특히 마약 관련 범죄 사건에서 사형을 여러 번 유지하고 사용해 왔다. 사형 집행은 유죄 판결 후 비교적 빠르게 이루어지는 경우가 많으며 투명성이 거의 없다. 싱가포르의 LGBTQ 커뮤니티는 역사적으로 동성 관계를 범죄로 규정하는 오랜 정책인 오늘날에도 여전히 시행되고 있는 정책과 같은 강력한 제한을 받아왔다.
인도네시아는 처벌받지 않은 수많은 인권 침해를 저지른 오랜 역사를 가지고 있다. 수많은 인도네시아 보안군 대원들이 강간, 구타, 불법 구금 등의 인권 침해에 책임이 있는 것으로 밝혀졌지만, 재판에 회부되지는 않았다. 인도네시아의 언론은 공식적으로는 '언론의 자유'로 간주되지만, 정부나 재계의 유력 인사들이 사용하는 협박 전술에 시달리고 있다. 수많은 언론인들이 다양한 형사 및 시민 명예 훼손법 위반 혐의로 수감되었다. 인도네시아의 헌법이 완전한 종교적 자유/관용을 규정하고 있음에도 불구하고, 종교적 자유는 수 년 동안 인도네시아의 문제였다. 인도네시아에서는 6개 국교를 제외한 모든 종교에 대한 법적 제한이 수십 년 동안 존재해 왔으며 조만간 해제될 것으로 예상되지 않는다. 인도네시아의 노동법은 여전히 가혹하며, 인도네시아의 수십만 명의 소녀들이 비자발적인 노동에 시달리고 있다. 이러한 아이들은 종종 그들의 직장을 떠나는 것이 금지되고 신체적, 심리적, 그리고 성적으로 학대를 받는다. 2020년 5월 초 휴먼 라이츠 워치는 인도네시아 정부에 최소 70명의 파푸안과 몰루칸 활동가들을 즉각 석방할 것을 촉구했다. 그들은 정부에 대한 평화적인 시위 중에 체포되었다. HRW는 또 2018년 법원 판결에 따라 인도네시아 동부 지방의 표현의 자유를 보장해 줄 것을 정부에 요청했다.

### 중앙아시아
중앙아시아의 인권은 서구 열강과의 갈등이 발생한 이후 최근 몇 년간 언론의 주목을 받지 못했지만, 국제 정부 기구나 비정부 기구에 의해 국제 무대에서 완전히 간과되고 있는 것은 아니다. 중앙아시아연합(CAU)과 같은 제안된 국제정부기구(IGO)가 안보, 경제 발전, 문화 침투와 같은 다른 문제에 초점을 맞추는 것을 선택하면서 인권의 채택과 지지에 대한 현지의 관심도 상대적으로 미미했다.

중앙아시아

중앙 아시아는 시민들의 삶을 괴롭히는 많은 인권 문제를 가지고 있다. 예를 들어, 휴먼 라이츠 워치는 아프가니스탄이 여전히 분쟁 상태에 있으며 시민 사망자 수가 높게 유지되거나 천천히 증가하고 있다는 사실에 주목할 목적으로 수많은 보고서를 작성했다. 아프가니스탄에서 시민의 일반적인 안전은 고문, 불법 구금 등을 포함한 인권 침해와 함께 불확실하다. 정부와 다른 단체들도 견제하지 않고 있다. 이러한 인권 침해는 최근 역사를 통해 아프가니스탄에 존재해 왔으며 오늘날에도 계속 존재하고 있다. 게다가, 수많은 성폭행 사건들이 아프가니스탄 전역에서 발견될 수 있지만 종종 정부로부터 거의 관심을 받지 못한다; 사실, 그 반대는 사실이다. 아프가니스탄 정부는 종종 여성에 대한 "처녀성 검사"의 수행을 명령하는데, 이는 본질적으로 정부가 허가한 성폭행이나 굴욕을 수반한다.
특히 키르기스스탄을 살펴보면, 휴먼 라이츠 워치는 정부가 고문과 같은 문제를 문제로 인정하면서도 이들과 싸우기 위해 적극적인 조치를 취하지 않는 등 2017년 국가 내 인권 개선을 거의 보고하지 않았다. 고문과 같은 인권 침해는 사실상의 심문 도구로 간주되며 정부와 경찰에 의해 고용될 가능성이 높다. 키르기스스탄 당국은 2015년 199건의 고문 고소를 접수했으며, 실제로 조사된 사례는 34건에 불과하다. 키르기스스탄의 다른 의심스러운 행동에는 나쁜 국제 보도를 피하기 위해 6월 중순에 외국 미디어를 차단하자는 제안이 포함되어 있다. 이러한 헌법 개정은 국내 및 국제 언론인들 모두에게 크게 비난을 받았다.
카자흐스탄은 최근 역사상 인권침해 문제를 안고 있는 또 다른 중앙아시아 국가이다. 휴먼 라이츠 워치는 카자흐스탄 정부가 2016년 평화 시위자들을 구금하고 투옥한 것을 비난했으며, 구금 이후 이동 제한과 고문 등 다른 위반도 의심받고 있다. 평화적인 시위가 활동가와 정부군 사이에 폭력적인 충돌을 야기하는 가운데, 최근 토지 주장 시위가 특히 성행하고 있다. 카자흐스탄 정부는 자국민의 인권으로부터 결사와 집회의 자유를 침해하는 국내법을 지적함으로써 폭력적인 반응을 정당화했지만, 권리의 취소는 유엔, 유럽 연합, 휴먼 라이츠 워치로부터 심한 비난을 받고 있다고 말했다.
다른 중앙아시아 국가들은 인권 침해와 관련하여 유사한 상황과 해당 위반 사항을 시정하려는 움직임의 부족을 모두 공유하고 있다.

### 남아시아

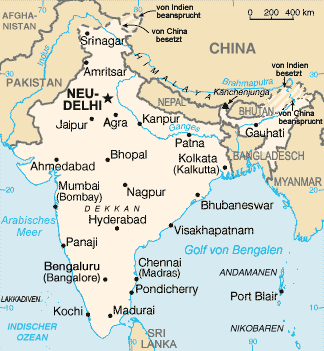
남아시아

남아시아는 방글라데시, 부탄, 인도, 몰디브, 네팔, 파키스탄, 스리랑카를 포함하며, 각 주는 효과적인 인권 정책 및 목표의 정도가 다르다. 아시아의 이 지역은 지난 몇 년간 인권과 관련하여 극적으로 개선되었지만, 특히 아동 인권이나 여성 인권과 같은 인권 장르에서 여전히 개선할 여지가 있다. 최근 몇 년간 개선된 사항들 중에는 방글라데시에서 세계에서 가장 높은 아동 결혼률과 싸우기 위한 많은 협약과 선언이 포함되어 있다. 방글라데시에서는 최근 몇 년간 스토킹, 성폭행, 강간 등의 사건이 끊이지 않고 있으며 신고 건수는 매년 지속적으로 증가하고 있다. 최근 남아시아에서 성적 및 성별 지향이 진전되어 히즈라에 대한 제3의 성에 대한 공식적인 인정이 발효되었다. 그러나 이 제3의 성, 동성애 관계 등에 대한 정책은 다소 정체되어 있다. 기존 목표의 비교적 느린 이행과 다가오는 규칙 또는 규정의 지연을 본다. 강제 또는 비자발적 실종은 또한 유엔의 조사 요청이 지속적으로 거부되고 휴먼 라이츠 워치의 성명이 단순히 무시되는 등 남아시아에서도 계속 문제가 되고 있다.
남아시아, 특히 방글라데시에서 가장 두드러지고 오래 지속되는 문제 중 하나는 식수의 비소 문제이다. 세계보건기구(WHO)는 방글라데시에서만 약 4천만 명이 중독됐으며 지방 정부들은 이 문제를 해결하기 위한 조치를 거의 취하지 않았다고 밝혔다. 비소는 비소가 풍부한 암석을 통한 물 여과와 지역 광산 활동에서 나온 것으로 생각된다. 하지만 그 이유 중 후자는 방글라데시가 그 문제에 대한 어떤 종류의 조사도 승인하지 않기 때문에 보여주기 어렵다.

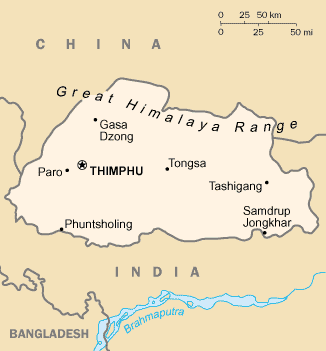
부탄

부탄은 지난 몇 년간 수많은 친인권 정책과 규정을 채택하면서 이 지역의 대표적인 인권 옹호자 중 하나이다. 부탄은 공식적으로 "모든 인권의 향유"에 전념했으며 치솟는 국민총행복지수(GNH)를 통해 최근 역사에서 진보를 보여주었다. GNH 등급은 대부분의 전문가들이 국가 내의 성공과 일반 시민의 행복을 측정하는 것과 점점 더 관련이 있는 것으로 보는 척도이다. GNH는 표준 측정치인 국내총생산(GDP)을 대체하며, 그것의 채택은 캐나다와 일본을 포함한 많은 선진국들에 의해 고려되어 왔다. 부탄이 자국 인구 내 역사적 분열을 바로잡기 위한 조치를 취한 반면, 부탄에는 분명한 정치적 불평등이 남아 있어 일부 시민들이 이동의 자유나 결사의 자유와 같은 기본적인 권리를 행사할 수 없게 되었다.
인도는 스스로를 이 지역의 주요 경제 강국 중 하나로 인식하고 있지만, 여전히 수많은 인권 문제와 위반으로 어려움을 겪고 있다. 인도는 지난 몇 년 동안 특히 여성과 어린이를 대상으로 한 강간과 성폭행과 관련하여 수많은 문제를 겪었다. 정부는 이러한 행위들을 비난했지만, 언급된 문제들과 진정으로 싸우기 위해 거의 조치를 취하지 않았고, 결과적으로, 그것들은 여전히 오늘날 인도 사회에서 엄청나게 널리 남아 있다. 강간이나 성폭행의 피해자들을 돕기 위한 정책이 시행되고 있음에도 불구하고, 피해자들은 여전히 병원이나 경찰서에서 엄청난 수치에 직면해 있다; 이미 사건의 수가 엄청나게 많지만, 단순히 굴욕의 가능성 때문에 보고되지 않은 사례가 더 많을 것으로 추정된다. 인도에서도 종교적 폭력의 사례가 있다.
파키스탄은 잠재적으로 남아시아에서 가장 불안정한 국가로, 인종적 또는 정치적 동기에 의한 충돌에서 비롯된 시민을 대상으로 한 테러 공격이 높은 민간인 사상자를 초래하는 것을 보고 있다. 알카에다와 라쉬카르-에-오마르와 같은 테러 단체의 출현에 이어 병원, 교육 시설, 정부 건물 등에 대한 폭탄 테러가 흔해졌고, 각각의 공격은 점점 더 많은 시민들의 목숨을 앗아갔다. 강제 실종과 어린이 군인의 사용 또한 최근 몇 년 동안 빈번하게 사용되었으며, 두 가지 모두 국제적인 비난을 받았다. 정부는 동기의 부족과 자원의 부족으로 인해 이러한 인권 문제를 해결하기 위한 몇 가지 조치를 취하지 않았다. 여성에 대한 학대는 최근 수십 년 동안 파키스탄 전역에서 만연한 강간, 성폭행, 강제 결혼 등의 사례를 보면서 파키스탄의 주요 이슈로 남아 있었다. 파키스탄의 종교적 소수자들은 특히 문화적/종교적 소수자들을 근절하는 것을 목표로 하는 종교 정책과 테러 단체와 정부군에 의한 엄청난 폭력의 희생물이 되면서 테러 조직과 정부 자체로부터 계속 큰 고통을 받고 있다. 그 나라에서 일어난 엄청난 전쟁은 수백만 명의 난민을 만들었다; 그들 대부분은 지역의 불안정으로 인해 아직 영구적으로 정착하지 못했다.

### 동아시아
동아시아는 최근 몇 년 동안 국제사회의 관심을 지배해 온 많은 나라들의 본거지이다. 많은 동아시아 국가들의 인권 상황은 검토 중인 주목할 만한 국제 행위자들(예: 중국, 일본 등)을 감안할 때 국제적인 수준에서 수많은 논쟁의 대상이 되어 왔다. 동아시아에서 발견되는 다양한 형태의 정부들은 인권에 대한 각국의 투명성에 영향을 끼쳤다. 게다가 이들 동아시아 국가들은 다양한 수준의 인권을 가지고 있다. 어떤 주들은 가장 엄격한 인권 문제를 지지하는 것을 선택하는 반면, 다른 주들은 수많은 인권 침해와 잔학 행위를 허용한다.

중국

중국은 국제무대에서 중요한 경제적, 정치적 강대국으로서 당연히 그들의 인권에 대한 기록은 국제 사회와 수많은 비정부기구로부터 의심을 받아왔다. 시진핑이 2012년 중국 공산당 총서기에 오른 이후 중국의 인권은 악화됐다. 중국은 역사적으로 비판자들에게 가혹했고 이러한 경향은 최근에도 지속되어 왔으며 강제 실종은 중국 전역에서 여전히 광범위하게 일어나고 있다. 중국은 또한 최근 몇 년 동안 가장 많은 연간 사형 집행 기록을 보유하고 있다. 공식 통계는 국가 기밀로 남아 있지만, 중국은 여전히 사형에 처해질 수 있는 46개의 범죄가 있다. 중국 정부는 사형 집행 건수가 60% 감소해 매년 몇 천 건만 집행되고 있다고 주장해 왔지만, 이러한 통계를 입증할 확실한 방법은 없다. 중국은 최근 몇 년 동안 수백만 명의 사람들을 빈곤에서 벗어나게 하고 그들의 기본적인 욕구를 충족시키는 데 성공하면서 전반적인 생활 조건이 개선되었다. 중국에서는 여성의 권리는 여전히 기본이지만 국제사회는 2013년 기준으로 처음으로 입법 의제로 상정된 중국 사법제도 내 여성의 권리에 대한 개선안을 채택하라고 중국 정부에 촉구하고 있다. 중국은 또한 신장 재교육 캠프와 후이족과 다른 소수 민족과 종교 집단에 대한 다른 인권 유린으로 국제적인 비난을 받았다. 역사적으로 중국에서는 고문에 대한 의혹이 제기되었지만, 최근 몇 년간 고문에 대한 전반적인 태도가 바뀌었다. 중국 정부는 이제 공개적으로 고문을 반대하고 고문에 가담한 사람들을 처벌한다. 정부 자체에 대한 고문 의혹과 관련해 최근 몇 년 동안 고문과 관련한 고위험이 없다고 여겨졌지만, 국제 사회는 여러 반문을 채택하지 않았다.
일본은 집회와 결사, 표현의 자유 등 기본적 자유를 엄격히 지키며 인권에 대한 기록을 매우 높은 수준으로 유지하고 있다. 내국인은 최근 일본의 엄격한 노동법에 의해 보호되고 있으며, 안전과 공정한 노동조건을 확보하기 위해 다양한 노동권리와 자유를 누리고 있다. 그러나 중국과 한국에서 온 이주 노동자들에게는 같은 말을 할 수 없다. 이러한 외국인 노동자들은 역사적으로 그들의 노동 조건을 보호하는 실질적인 법이 없었고 종종 더 열악한 노동 조건과 더 적은 임금에 희생양이 된다. 이주 노동자들은 자유 이동 방지, 자유 통신 금지(휴대전화, 유선전화 등) 등 다른 권리 침해에도 시달리고 있다. 일본은 역사적으로 차별금지법이 없었으나 2017년 일본 내에서 반한 감정이 고조되고 있다는 증거의 제공에 따라 반증언변법이 채택되면서 바뀌었다. 지난 수십 년간 일본의 가장 주목할 만한 인권 침해 중 하나는 군대, 즉 위안부 전쟁 전에 위안부를 제공한 것이다. 이들 위안부의 대부분은 일본 국적은 아니었지만, 사실 전투에서 생포되거나 암시장에서 구입한 한국인이나 중국인 포로들이다. 이 여성들은 수없이 많은 성폭행과 강간 사례들을 겪었는데, 이것은 일본 정부가 이 여성들을 위해 화해하고 정의를 찾겠다고 다짐한 것이다. 2017년, 일본은 수많은 위안부에게 공식 사과를 하고 10억 엔(약 1,000만 달러)을 한국의 화해 치유 재단에 기부함으로써 화해를 위한 조치를 취하기 시작했다. 일본은 2017년 유죄 판결에 따라 2명의 죄수를 교수형에 처하는 등 최근 몇 년간 사형을 계속하고 있다.

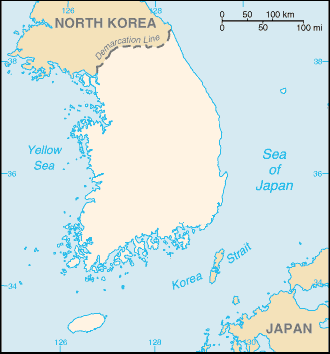
한국

한국은 일본과 같은 시민적, 정치적 자유를 많이 공유하며 활기차고 비교적 자유로운 사회를 누리고 있다. 정부가 정부를 비판하는 사람들을 구금하는 수단으로 시대에 뒤떨어진 법을 사용하는 사례도 있었지만, 이 사례들은 다소 드물다. 한국은 상대적으로 LGBTQ 공동체를 편협하게 여기며, 최근 몇 년 동안 사법 제도에서부터 기업 이사회실까지 수많은 분야에서 차별을 받아왔다. 한국의 여성들은 유럽이나 북미 국가의 여성들과 같은 시민의 자유를 누리지 못하고 대신 그들의 파트너에 의해 전통적인 주부나 보호자 역할로 내몰리고 있다. 여성의 경우 남편의 동의 없이 낙태를 한 사실이 드러나면 최고 200만원의 벌금을 물게 된다. 남한은 또한 북한에 대한 정책을 적극적으로 유지했는데, 이는 북한에 긍정적인 '선전'을 퍼뜨리고 있는 것으로 밝혀진 모든 시민은 1년까지 수감될 수 있다는 것을 의미한다.
몽골은 정부와 개인 모두의 고문과 폭행의 수많은 사례를 볼 수 있는 등 역사를 통틀어 열악한 인권에 시달려왔다. 몽골은 2017년 사형을 폐지했지만 이후 새로 선출된 대통령에 의해 사형을 사법제도로 재통합하자는 제안을 받아왔다. 몽골에서도 최근 수십 년간 많은 가정폭력 사례가 발생하고 있으며 이를 해결하기 위한 실질적인 조치는 취해지지 않고 있다. 몽골은 또한 많은 이주 노동자들의 고향이기도 하다; 이 노동자들은 아직 몽골 정부에 의해 공식적으로 인정받지 못했기 때문에 공식적인 권리가 주어지지 않았다.

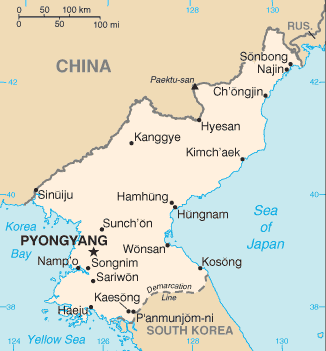
북한

북한은 과거에도 그랬고 지금도 세계 최악의 인권 상황의 본거지이다. 끔찍한 인권 침해를 기록한 수많은 보고서들이 탈북자, 비정부기구(NGO) 등에 의해 작성되었다. 북한은 말살, 살인, 노예화, 고문, 감금, 강간과 다른 형태의 성폭력과 강제 낙태를 포함한 많은 인권 침해로 기소되어 왔다. 북한은 또한 모든 종류의 이동이나 결사의 자유를 포함한 시민과 정치적 기본적 자유를 제한하고 있으며 정치적 투입을 위한 포럼도 제공하지 않고 있다. 북한의 여성들은 계속해서 비범죄화된 부부 강간, 강제 결혼, 그리고 성 고문을 포함한 광범위한 학대를 받고 있다; 이러한 행위들은 정부와 다른 가족들에 의해 행해지고 있다. 북한의 교도소 시설은 최근 수십 년 동안 수십만 명이 사망한 것으로 보이는 세계 최악의 생활 환경을 제공해 왔다. 이 수용소들은 주로 정치범들을 수용하고 있으며, 일반적으로 가혹한 노동, 정기적인 고문, 폭력적인 성폭행 및 강간, 그리고 기타 끔찍한 인권 침해를 수반한다. 북한은 수년 동안 국제 사회의 혹독한 비판을 받아왔고, 그들의 끔찍한 인권 기록은 세계 평화와 안보에 대한 잠재적 위협으로 유엔 안전보장이사회에서 자주 논의되는 주제이다.

## 감시 및 규제 기관
아시아 지역은 각각 다양한 수준의 인권 기준과 일반적인 가치 또는 문화를 가진 수많은 국가들의 고향이기 때문에 아시아가 인권에 관한 하나의 중심적인 권위를 공유하지 않는 것은 놀랄 일이 아니다.

### 세계 인권 선언

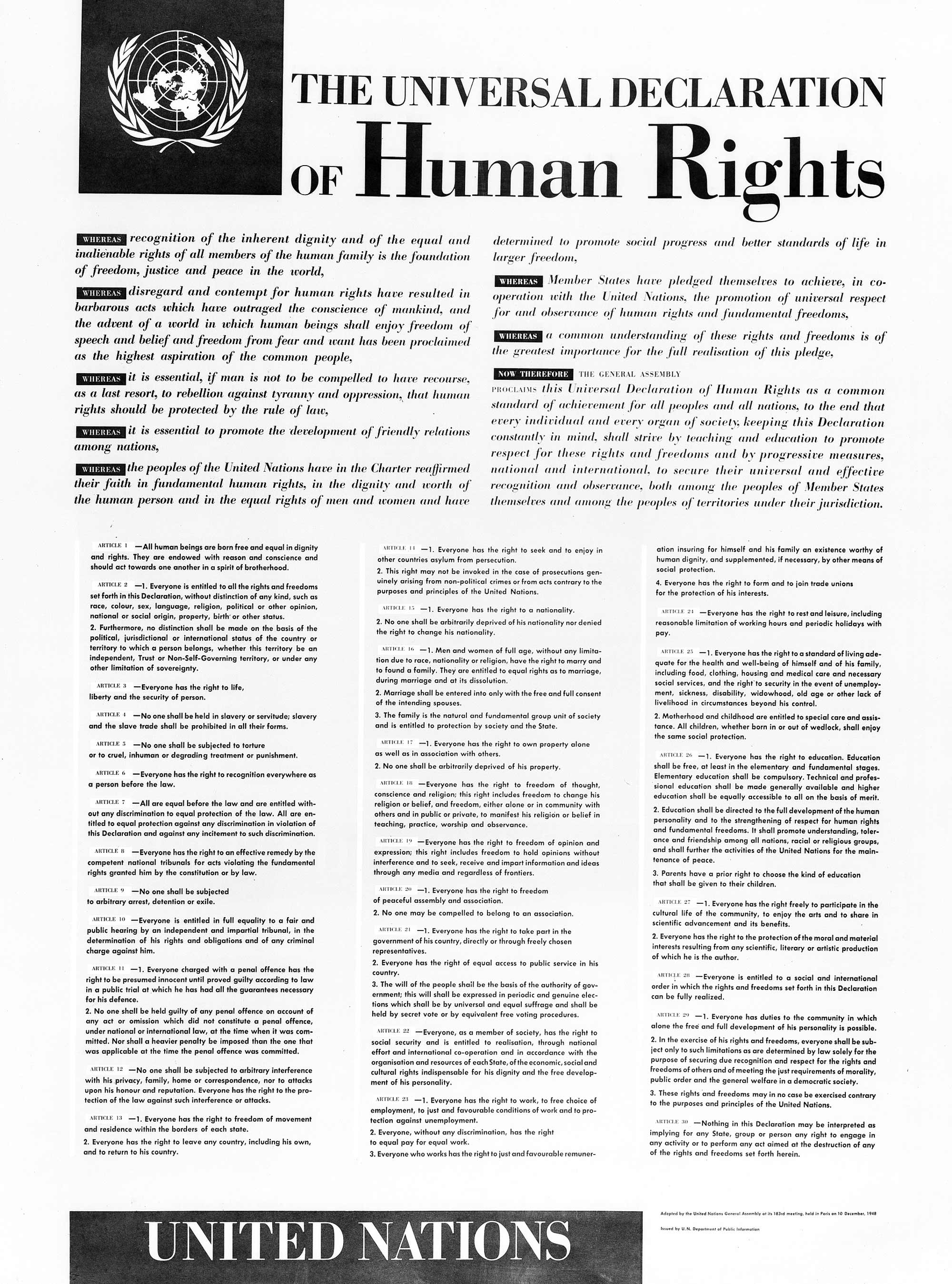
세계 인권 선언

오늘날 아시아의 더 큰 지역에 있는 많은 국가들이 세계 인권 선언을 통과할 당시 유엔 회원국이 아니었지만, 유엔에 찬성표를 던지기로 선택된 대부분의 국가들(예: 아프가니스탄, 파키스탄, 인도). 이 선언문에는 인권의 다양한 측면과 관련된 30개의 조항이 포함되어 있다. 예:
- 제1조: 모든 인간은 자유롭게 태어나며 존엄성과 권리가 평등하다. 그들은 이성과 양심을 부여받았고 형제애의 정신으로 서로에게 행동해야 한다.[37]

- 제9조: 누구든지 자의적인 체포, 구금 또는 망명을 받을 수 없다.[37]

- 제19조: 모든 사람은 의견과 표현의 자유를 가질 권리가 있다; 이 권리는 어떠한 매체를 통해서도 국경에 관계없이 정보와 아이디어를 찾고, 받고, 전달할 수 있는 자유를 포함한다.[37]

UDHR은 전 세계 사람들의 생활 수준을 확립하고, 국가와 관계없이 사람들에게 인간적인 조건을 보장하기 위해 만들어졌다. UDHR은 국가에 대한 구속력이 없으며 따라서 대안이 국가 이익에 더 잘 부합할 때 여전히 많은 국가에 의해 정기적으로 무시되고 있음에도 불구하고 여전히 인권에 관한 중앙 권한으로 간주된다.

### 아세안 인권 선언
위에서 언급한 바와 같이, 동남아시아 국가 연합(ASEAN)은 아시아에서 가장 확립된 사회 경제적 지역 조직이라고 할 수 있다. 아세안은 인도네시아, 태국, 베트남, 싱가포르, 말레이시아, 필리핀, 캄보디아, 미얀마, 브루나이, 라오스를 포함한 동남아시아에서만 활동하고 있다. ASEAN은 처음에는 동남아시아의 경제 발전에 초점을 맞췄지만, 최근에는 동남아시아 사회의 다른 영역(즉, 인권)으로 활동 범위를 넓히기 시작했다. 2009년, ASEAN은 이 지역의 인권 상황의 증진과 규제에 도움이 되기를 희망하며 ASEAN 정부간 인권 위원회를 설립했다. 위원회는 2012년 11월 동남아시아의 모든 시민들에게 기본적이고 기본적인 권리를 요구하는 새로운 ASEAN 인권 선언 초안을 만들었고 이후 만장일치로 채택했다. 선언문에는 다음을 포함하는 40개 조항이 있다:
- 제3조: 모든 사람은 법 앞에 있는 사람으로서 모든 곳에서 인정받을 권리가 있다. 모든 사람은 법 앞에서 평등하다. 모든 사람은 차별 없이 법의 평등한 보호를 받을 권리가 있다.[38]

- 제11조: 모든 사람은 법에 의해 보호되어야 하는 생명에 대한 고유한 권리를 가지고 있다. 누구도 법에 따라 생명을 빼앗기지 않을 것이다.[38]

- 제22조: 모든 사람은 사상, 양심, 종교의 자유를 가질 권리가 있다. 종교와 신념에 근거한 모든 형태의 편협함, 차별, 증오의 선동은 제거되어야 한다.[38]

- 제33조: 아세안 회원국들은 이 선언에서 인정된 경제적, 사회적, 문화 권리의 완전한 실현을 점진적으로 달성하기 위해 가용 자원, 특히 경제적 및 기술적 지원과 협력을 통해 개별적으로 조치를 취해야 한다.[38]

ASEAN 인권 선언이 모든 ASEAN 회원국에 의해 비준되었지만, 해당 행위에 대한 성문화된 법에도 불구하고 이 지역에는 여전히 인권 침해의 증거가 있다. 그러나 이 선언의 존재 자체는 전통적으로 인권 규정을 인정하는 데 관심이 없는 지역의 기본적 인권 인정에 관한 진전을 보여준다.

### 경제 및 사회 권리 센터
경제 및 사회 권리 센터(CESR)는 정치적 권리, 경제적 권리, 사회적 권리 등을 포함한 권리 모음에 초점을 맞춘다. CESR은 아시아 전역에서 활동하며, CESR이 확립되지 않은 지역의 권리 상황을 개선할 때 종종 아시아 태평양 포럼(APF)과 협력한다. CESR은 국가인권기구(NHRI)를 지원함으로써 아시아 전역의 인권 상황과 규정을 개선하기로 선택했다. CESR과 APF는 국제적인 행위자로서 변화를 제정하려고 시도하는 것이 아니라, 이러한 국내 국가 인권 기관들이 국제기구보다 훨씬 더 효율적으로 변화를 추진할 수 있다는 구실로 아시아 전역의 NHRI에 다양한 서비스와 지원 옵션을 제공한다. 국가 인권 기관에 대한 몇 가지 이점은 다음과 같다:
- NHRI는 국가와 법적으로 정의된 관계를 가지고 있으며, 이는 그들에게 국제 인권 규범 준수를 모니터링 할 권한을 부여한다.[40]

- NHRI는 불만 사항을 접수하고 법과 관행을 면밀히 조사하기 위한 준사법적 역량뿐만 아니라 사법부 또는 시민 사회 그룹보다 광범위한 옹호 도구 세트에 의존한다. 그들은 정부에 조언, 지원 및 역량 강화를 제공한다.[40]

- 정부, 시민 사회 및 유엔 인권 시스템 사이에 고유하게 위치한 NHRI는 다양한 정부 및 비정부 행위자를 모을 수 있다.[40]

- NHRI는 영구적인 기관으로서 장기간에 걸쳐 문제를 추적하여 권리 이행 수준의 동향을 파악할 수 있다.[40]

### 중앙아시아 인권 협회

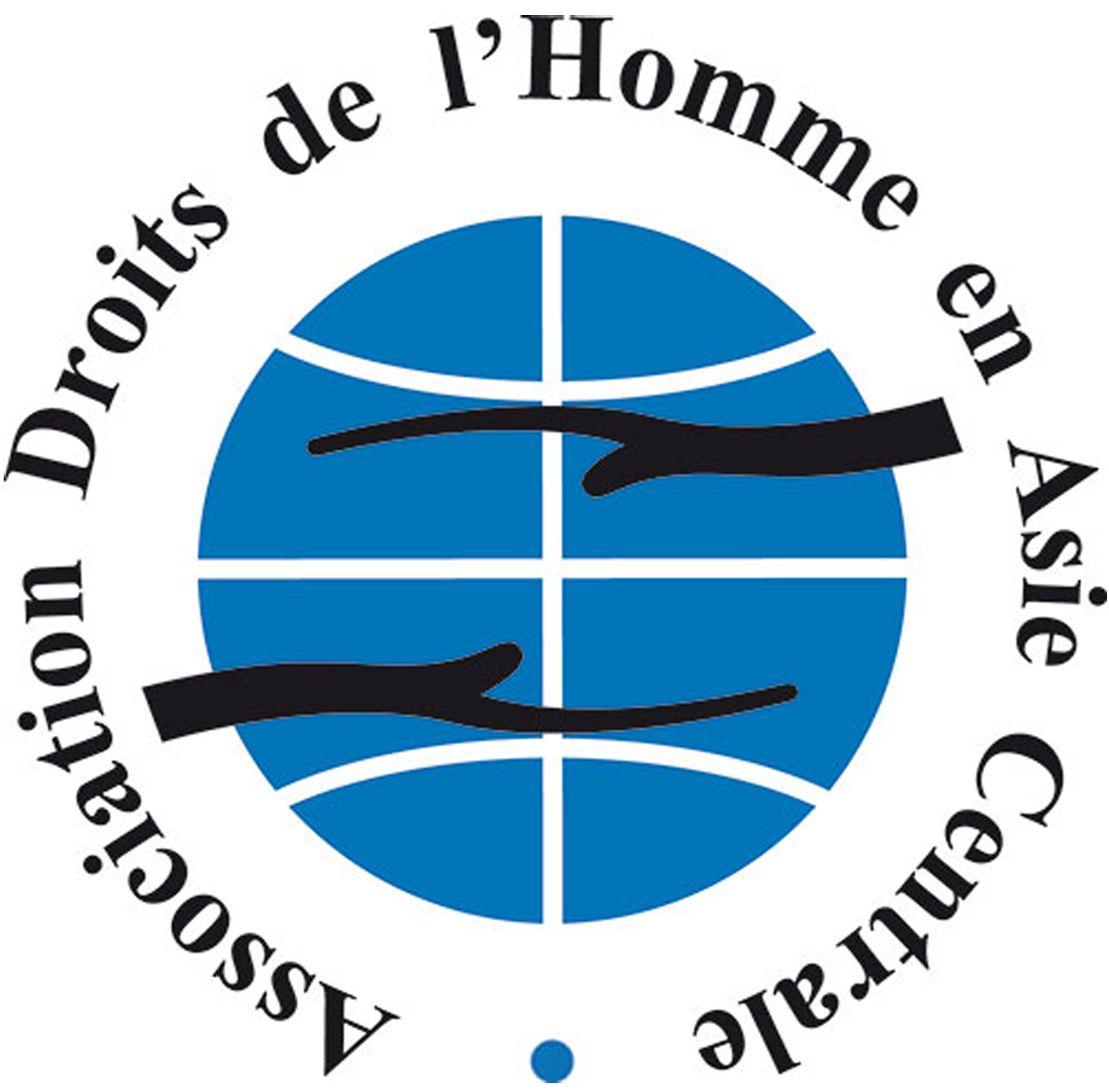
중앙아시아 인권 협회 로고

중앙아시아 인권 협회는 2006년에 설립된 프랑스의 독립적인 인권 단체이다. 이 협회는 주로 인권 모니터링, 고문, 열악한 노동 환경, LGBTQ 제한, 언론 탄압 등을 포함한 수많은 인권 침해에 대해 보고하는 데 중점을 둔다. AHRCA는 카자흐스탄, 키르기스스탄, 타지키스탄, 투르크메니스탄, 우즈베키스탄을 포함한 중앙 아시아 내의 국가들을 모니터링한다. AHRCA는 변화 자체를 제정하기보다는 중앙아시아에 변화를 가져오기 위해 국제적인 권리 메커니즘에 크게 의존하고 있다. AHRCA의 초점은 다음과 같다:
- 고문으로부터 보호

- 정치범 지원

- 난민 보호

- 종교의 자유

최근의 활동가들의 계획에는 수확 시 강제 아동 노동에 크게 의존하고 있기 때문에 우즈베키스탄 면화에 대한 국제적인 불매운동을 요구하는 AHRCA가 포함되어 있다.

### 인권 관리 감시

인권 관리 감시 로고

인권 관리 감시(HRW)는 세계에서 가장 신뢰할 수 있는 비정부 인권 단체 중 하나로 널리 간주되고 있다. HRW는 1978년에 설립되어 전 세계의 국가들을 감시하며, 100개 이상의 연례 보고서를 발행하고 인권 침해에 대한 광범위한 언론 보도를 생성한다. 또한 HRW는 주 정부 및 정부 간 조직(예: 유엔, 유럽 연합, 아프리카 연합 등)과 정기적으로 만나 정책 자문, 브리핑 등을 제공한다. 매년 발표되는 광범위한 HRW 모니터링 외에도 조직은 또한 자신이 근무하는 지역의 변화를 촉진하는 데 중점을 둔다. 예를 들어, HRW는 다양한 문제(즉, 레바논의 쓰레기 소각)에 대한 시위나 운동을 적극적으로 조직하고 취재한다. HRW는 여러 해 동안 아시아 지역에 관여해 왔으며, 정기적으로 모든 아시아 국가에 대한 다양한 보고서와 비판을 발표했다. 이 보고서는 기본적인 자유, 여성의 권리, 아동 노동 등을 포함한 많은 문제에 초점을 맞추고 있다.

### 유럽 연합

유럽 연합의 국기

앞서 언급한 동아시아 인권 규제 및 감독에 기여하는 지역 정부 기관 및 비정부기구 외에도 유럽연합(EU)은 최근 몇 년간 적극적인 역할을 수행하고 있다. EU가 이전에는 동아시아 인권 문제에 개입할 것으로 예상되지 않았지만, 글로벌 인권 제재 규정 협정에 대한 이 기관의 약속은 EU의 관할권을 동아시아 내에서 발생하는 인권 침해를 포함한 전 세계 인권 침해를 다루는 범위로 확대했다. 이 규제 프레임워크의 초기 초안은 2019년 12월 9일에 시작되었다. 2020년 11월 17일, 유럽 이사회는 공식적으로 협정을 체결했다. 이 프레임워크는 특히 "전 세계적으로 심각한 인권 침해와 학대에 대처하기 위한 새로운 수평적 EU 글로벌 인권 제재 체제를 개발"하는 데 전념하고 있다. EU는 몇 년 동안 동아시아의 인권 발전을 감시해 왔으며, 이는 위반을 저지른 국가들을 비난하는 여러 공개 성명을 발표한 것에서 입증되었다. 가장 초기의 성명 중 하나는 유럽 연합이 9명의 기독교 시민을 처형한 중국 정부를 공개적으로 면밀히 조사했던 2009년으로 거슬러 올라간다. 동아시아 인권 감독에 적극적으로 참여하는 참신함에도 불구하고, 중국 신장성에서 진행 중인 반 위구르 폭력과 관련하여 EU의 가장 실질적인 노력은 인정받을 수 있다. 2020년 2월, 유럽 연합은 중국의 천밍궈가 "위구르인과 다른 무슬림 소수민족 사람들에게 가해진 자의적 구금과 품위를 손상시키는 대우, 그리고 그들의 종교 또는 신앙의 자유에 대한 조직적인 침해"에 책임이 있다고 주장하는 성명을 발표했다. 이러한 비난 외에도 유럽 연합은 신장의 운영 국경 내에서 다양한 여행 금지 및 자산 동결을 조정하여 동아시아 인권 침해에 대한 실질적인 정책 기반 제재의 효과를 입증했다.

## 중대한 인권 침해

### 2005년 안디잔 폭동

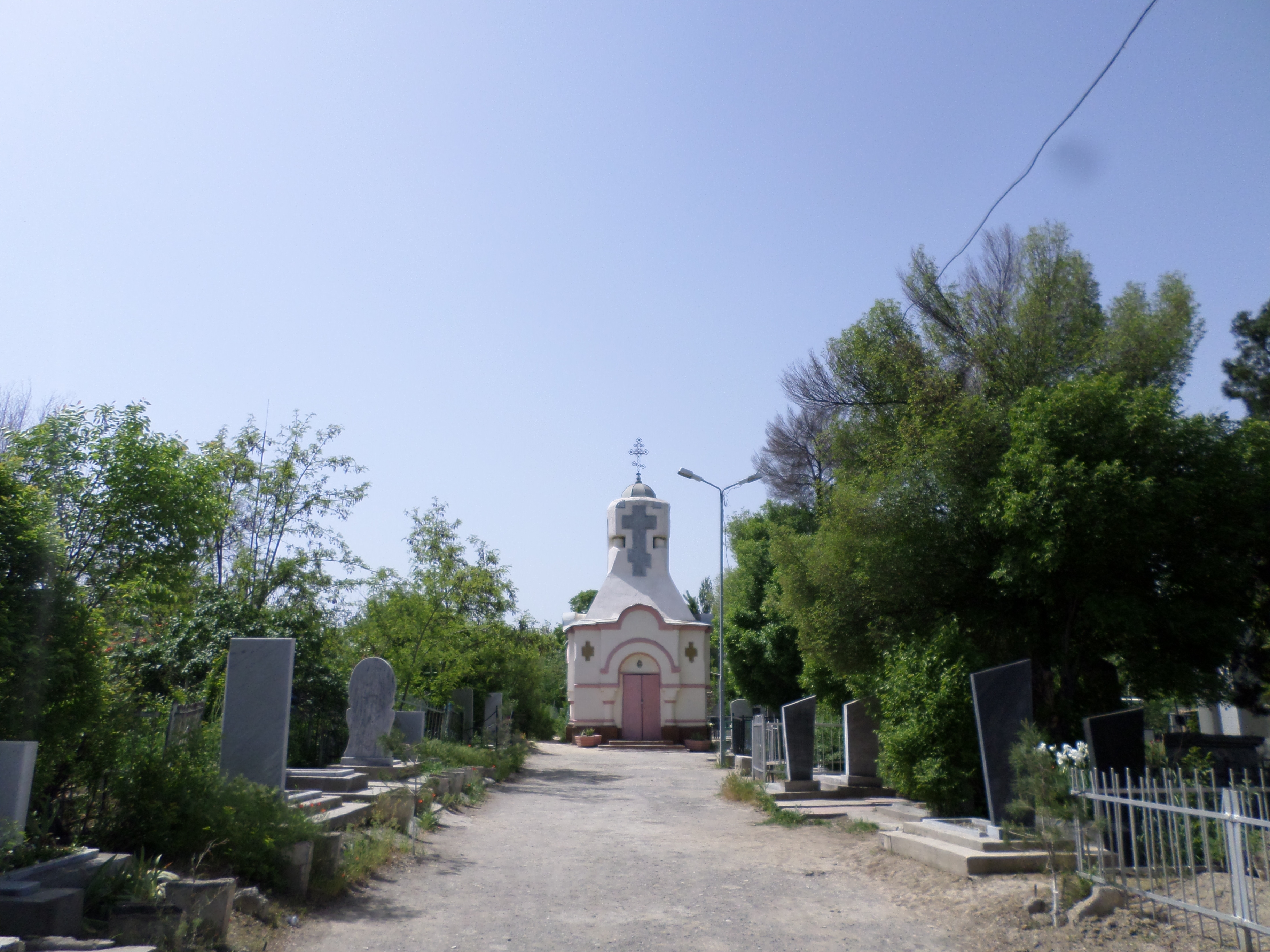
안디잔 예배당

2005년 안디잔 소요 인권 침해 사건은 우즈베키스탄에서 발생했으며, 최근 역사상 최악의 민간인 대량 처형 중 하나로, 민간인 사망자 수는 200명에서 1500명 사이로 추정된다. 이러한 인권 침해는 극단주의, 근본주의, 분리주의로 기소된 23명의 지역 사업가들을 석방하는 것을 정부가 꺼려했기 때문에 촉발되었다. 이들 기업인들이 수감 중인 교도소 밖에 소규모 민병대가 집결했다가 새벽에 탈옥해 교도관들이 다수 살해되고 각종 공무원들이 포로로 잡혔다. 우즈베키스탄 시민들은 이 탈옥을 지지하며 거리로 뛰쳐나와 바바르 광장을 점거하고 정부의 부패와 불공정한 사법 제도 등에 항의했다. 정부군은 시위를 진압하기 위해 광장으로 가는 모든 도로를 막았지만, 많은 사람들은 단순히 걸어서 군대를 지나 시위에 합류했다. 민간인들과 군부대 사이에 총격전이 오갔다는 초기 보고가 있었지만 바바르 광장의 시위대는 단념하지 않고 같은 장소에 남아 있었다. 오후 5시에서 6시 사이에 정부는 아무런 경고도 없이 바바르 광장에 대규모 공세를 시작했다. 우즈베키스탄군은 저항하는 민간인들에 대해 저격총, 돌격소총, 무장인력수송기(APC)를 사용해 남녀, 어린이 모두에게 무차별 총격을 가했다. 이후 무장 세력이 움직이지 않는 부상당한 민간인들을 체계적으로 처형하고 수백 구의 시신을 집단 무덤으로 옮겼다는 보고가 있었다. 정부가 시위에 포함된 것으로 추정되는 테러 단체들에 대해서만 조치를 취했다고 주장했음에도 불구하고, 우즈베키스탄은 안디잔 학살 이후 국제적으로 심한 비난을 받았다.

### 크메르 루즈 학살
크메르 루즈 학살은 1975년에서 1979년 사이에 캄보디아 공산주의자들에 의해 자행되었다. 이 정치 집단은 베트콩과 북베트남 군대와 같은 단체들에 의해 무장되면서 인구를 서서히 늘려가고 있었다. 1975년 캄보디아 내전에서 크메르 루즈가 승리한 후, 이 단체는 향후 반년 동안 캄보디아를 괴롭힐 대량 학살을 시작했다. 크메르 루즈 대학살 기간 동안의 사망자 수는 150만 명에서 300만 명 사이로 추정되며, 그 중 적어도 절반은 정치적으로 동기 부여된 처형이다. 정치적으로 동기 부여된 사형 집행을 받지 않은 사람들은 최악의 작업 환경이나 처형에 따른 징계 고문으로 사망했다. 크메르 루즈 정권은 사회 공학 정책을 엄격하게 시행했으며, 대부분은 농경 사회의 재생에 초점을 맞췄다. 이러한 초점은 캄보디아 도시 인구의 대규모 퇴거와 나중에 농업(일반적으로 쌀) 기관에서 일하기 위해 도시 인구의 농촌으로의 강제 행진을 가져왔다. 게다가, 크메르 루즈는 헥타르 당 쌀 생산량이 1톤에서 3톤으로 3배 증가할 것으로 예상했다. 이러한 예상은 도시 인구를 전형적인 농촌 일자리에 배치함으로써 창출된 엄청난 비효율을 설명하지 않았다. 도시 인구는 단순히 크메르 루즈의 목표를 달성하는 데 필요한 기술을 갖추지 못했고 많은 사람들이 경제적인 사보테르(생산률 때문에 그렇게 표시됨)로 처형되었다. 처음에는 총기로 사형을 집행했지만, 탄약 부족으로 캄보디아 청소년들은 둔기로 무장하고 크메르 루즈의 적들에게 사형을 집행하도록 강요받았다. 1979년 크메르 루즈의 몰락 이후 약 20,000개의 집단 무덤이 발견되었다. 2014년, 크메르 루즈의 지도자 누온 체아와 키외 삼판은 반인륜 범죄로 종신형을 받았다.

### 다오시안 학살

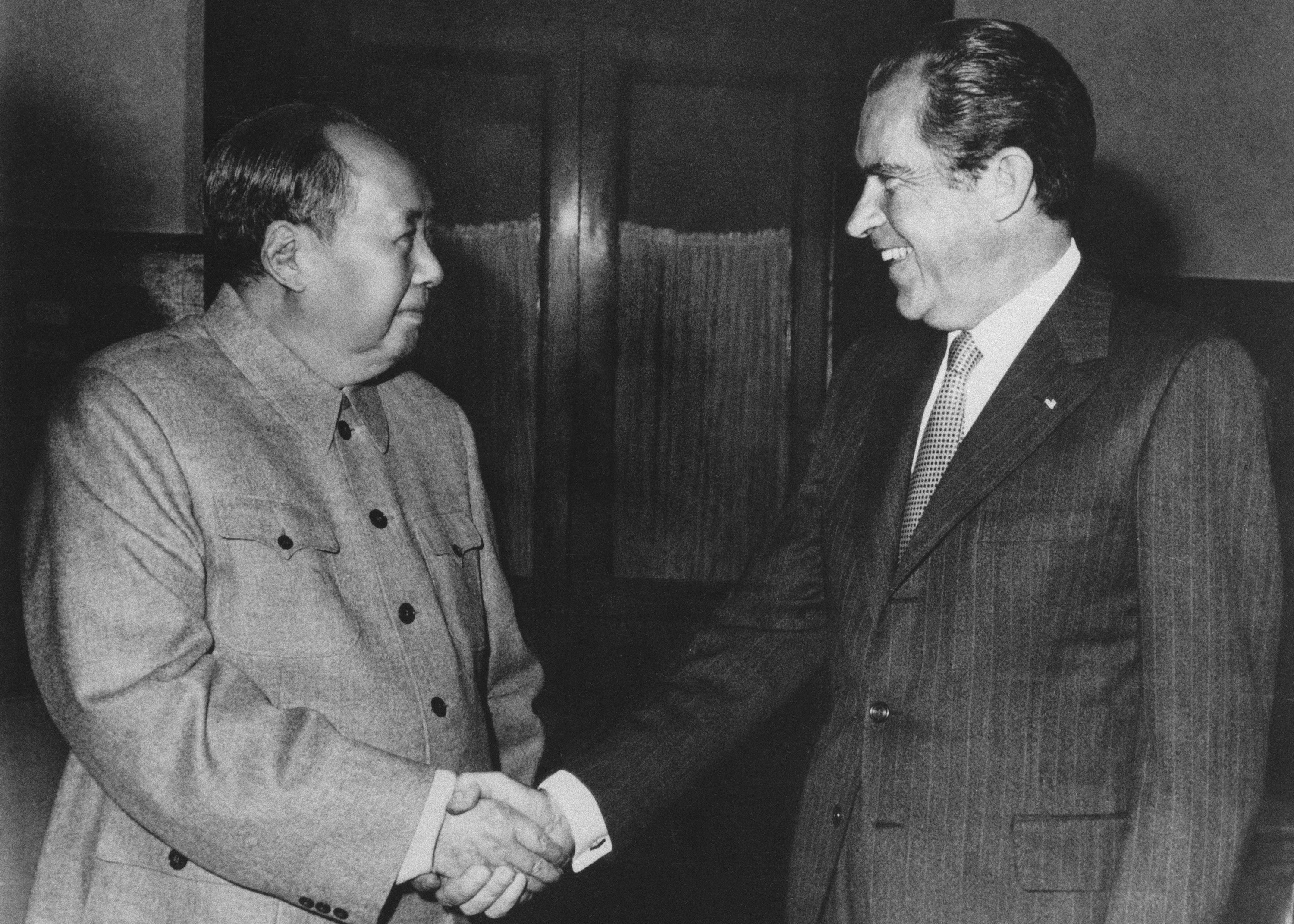
중국 공산당 지도자 마오쩌둥과 리처드 닉슨 미국 대통령의 회담

다오시안 대학살은 중국의 문화 혁명 동안 일어났고 1967년 8월 13일부터 10월 17일까지 66일 동안 지속되었다. 학살당한 사람들은 중국 공산당의 적으로 의심되었다. 전형적으로, 지역 중앙당 간부들과 혁명 열성가들은 비공식적인 체포를 수행했다; 앞서 언급한 지역 중앙당 간부들이나 민병대에 의해 체포되었다가 나중에 처형된 사람들은 그들 스스로 체포를 명령한 사람들과 동일한 짧고 부당한 재판을 받았다. 희생자들은 총격, 구타, 참수 등 여러 가지 방법으로 살해되었다. 게다가, 중국 공산당을 대신하여 이러한 처형을 수행한 사람들은 높은 임금, 향상된 생활 조건 등의 보상을 받을 것이다. 주의할 점은 중국 공산당이 반혁명분자들을 처형하는 민병대와 준군사조직을 공식적으로 제재하지는 않았지만, 다오시안 대학살에서 살아남은 사람들의 수많은 불만이 정부의 최고 수준에 도달할 때까지 이러한 무허가 처형을 중단하기 위한 어떠한 조치도 취하지 않았다는 것이다. 제47야전군의 배치 이후 살인은 중단되었지만 처형에 참여한 사람들은 처벌 받지 않았다.

### 방글라데시의 집단 성폭행
1971년 방글라데시 해방 전쟁은 파키스탄 군대와 그들을 지지하는 민병대원들이 민족적 소탕을 시도하기 위해 20만에서 40만 명의 여성과 소녀들을 강간하는 것을 보았다. 파키스탄 군 지도자들은 벵골 자유 투사들을 "힌두스"로 선언했고 그들의 여성들은 단순히 군대가 적합하다고 생각하는 대로 사용하기 위한 전리품이라고 말했다. 여성들은 파키스탄 군대에 의해 반복적으로 성폭행을 당했고, 이 여성들은 그들의 머리카락으로 목을 매야만 캠프를 탈출할 수 있었다. 이 행동은 군대가 캠프의 모든 수감자들의 머리를 깎는 것으로 이어졌다. 이러한 강간 수용소의 대상이 되지 않은 사람들은 일반적으로 성기에서 강간, 살해, 총검을 당했다. 파키스탄 군대가 이러한 조직적인 강간을 국제 언론에서 금지하려고 시도하는 동안, 수많은 인권 단체와 언론 매체들은 이 대량 학살 강간에 관한 보고서나 이야기를 발표했다. 파키스탄은 그들의 행동에 대해 질책하면서 엄청난 국제적 비난을 받았다. 파키스탄 군은 단순히 일탈한 군인들의 행동인 강간 사건이 수백 건에 불과하다고 주장하지만, 군이 벵골 사람들을 소멸시킬 수 있는 정책을 채택했을 가능성이 훨씬 더 높다.

## 같이 보기
- 2005년 안디잔

- 아시아적 가치

- 중앙아시아의 인권

- 동아시아의 인권

## 참조
1. ↑  Lau, Mimi (2017년 7월 9일). “How China buys the silence of the world's human rights critics”. 《CNBC》. 2018년 2월 16일에 확인함.
2. ↑  Bell, Daniel A. (2000). East meets West : human rights and democracy in East Asia([Online-Ausg.] ed.). Princeton, NJ: Princeton University Press. p. 344.
3. ↑  Kumar, Ravindra (2004), 《Mahatma Gandhi at the Close of Twentieth Century》, Anmol Publications PVT. LTD., 168쪽, ISBN 978-81-261-1736-9, 2007년 12월 2일에 확인함.
4. ↑  Jones, Sidney (1995). “Regional Institutions for Protecting Human Rights in Asia”. 《Proceedings of the Annual Meeting (American Society of International Law)》 89: 475–480. doi:10.1017/S0272503700085074. JSTOR 25658967 – JSTOR 경유.
5. ↑  “Human Rights Declarations in Asia-Pacific”. 2020년 9월 27일에 확인함.
6. ↑  Lee, Yen Nee (2020년 6월 16일). “Conviction of Philippine journalist points to 'orchestrated attempt' to silence Duterte critics”. 《CNBC》.
7. ↑  “말레이시아 새 보안법 시행...인권 침해 논란”. 《Voakorea》. 2016년 8월 1일.
8. 1 2  “World Report 2018: Rights Trends in Singapore”. 《Human Rights Watch》 (영어). 2017년 12월 20일. 2018년 3월 30일에 확인함.
9. 1 2  “World Report 2010: Rights Trends in Indonesia”. 《Human Rights Watch》 (영어). 2010년 1월 20일. 2018년 3월 30일에 확인함.
10. ↑  “Indonesia: New Arrests for Peaceful Political Expression”. 《Human Rights Watch》. 2020년 5월 3일에 확인함.[깨진 링크(과거 내용 찾기)]
11. ↑  “Afghanistan”. 《Human Rights Watch》 (영어). 2018년 3월 12일에 확인함.
12. ↑  “Raped, then Assaulted by the Afghan Justice System”. 《Human Rights Watch》 (영어). 2017년 12월 13일. 2018년 3월 12일에 확인함.
13. ↑  “UN: WHO Condemns 'Virginity Tests'”. 《Human Rights Watch》 (영어). 2014년 12월 1일. 2018년 3월 12일에 확인함.
14. 1 2  “World Report 2017: Rights Trends in Kyrgyzstan”. 《Human Rights Watch》 (영어). 2017년 1월 12일. 2018년 3월 12일에 확인함.
15. ↑  “World Report 2017: Rights Trends in Kazakhstan”. 《Human Rights Watch》 (영어). 2017년 1월 12일. 2018년 3월 12일에 확인함.
16. 1 2  “World Report 2018: Rights Trends in Bangladesh”. 《Human Rights Watch》. 2017년 12월 14일. 2018년 3월 19일에 확인함.
17. ↑  “Arsenic in drinking water”. 《World Health Organization》. 2017년 11월 19일에 원본 문서에서 보존된 문서. 2018년 3월 19일에 확인함.
18. ↑  Howard, Guy (2003). Arsenic, Drinking-water and Health Risks Substitution in Arsenic Mitigation: a Discussion Paper (PDF). 《World Health Organization》 (보고서). 2019년 1월 5일에 확인함.
19. 1 2  Arora, Vishal. “Bhutan's Human Rights Record Defies 'Happiness' Claim”. 《The Diplomat》. 2018년 3월 19일에 확인함.
20. ↑  “World Report 2018: Rights Trends in India”. 《Human Rights Watch》 (영어). 2018년 1월 18일. 2018년 3월 20일에 확인함.
21. ↑  “Religious Hostilities Reach Six-Year High”. 《Pew Research Center's Religion & Public Life Project》 (미국 영어). 2014년 1월 14일. 2021년 5월 30일에 확인함.
22. 1 2  “World Report 2010: Rights Trends in Pakistan”. 《Human Rights Watch》 (영어). 2010년 1월 20일. 2018년 3월 21일에 확인함.
23. ↑  “Human rights under Xi ‘worst since Tiananmen crackdown’: Amnesty” (영어). South China Morning Post. 2017년 11월 17일. 2023년 3월 24일에 확인함.
24. ↑  “CHINA 2017/2018”. 《www.amnesty.org》 (영어). 2018년 3월 21일에 확인함.
25. ↑  Ruz, Camila (2015년 10월 21일). “What is China accused of?”. 《BBC News》 (영국 영어). 2018년 3월 21일에 확인함.
26. 1 2  “World Report 2017: Rights Trends in China”. 《Human Rights Watch》 (영어). 2017년 1월 12일. 2018년 3월 21일에 확인함.
27. 1 2  “Human Rights Documents”. 《ap.ohchr.org》. 2020년 11월 24일에 확인함.
28. 1 2  “Report of the Working Group on the Universal Periodic Review” (PDF). 2020년 11월 24일에 확인함.
29. 1 2  Ramzy, Austin; Buckley, Chris (2019년 11월 16일). “'Absolutely No Mercy': Leaked Files Expose How China Organized Mass Detentions of Muslims”. 《The New York Times》 (미국 영어). ISSN 0362-4331. 2019년 11월 16일에 확인함.
30. ↑  “Overview: Human Rights in Japan – hurights1”. 《www.hurights.or.jp》. 2018년 3월 21일에 확인함.
31. 1 2  “World Report 2017: Rights Trends in Japan”. 《Human Rights Watch》 (영어). 2017년 1월 12일. 2018년 3월 21일에 확인함.
32. ↑  “World Report 2018: Rights Trends in South Korea”. 《Human Rights Watch》 (영어). 2017년 12월 14일. 2018년 3월 21일에 확인함.
33. ↑  “MONGOLIA 2017/2018”. 《www.amnesty.org》 (영어). 2018년 3월 21일에 확인함.
34. ↑  Mongolia Human Rights Report 2016. US State Department, Mongolia Human Rights Report 2016.
35. ↑  “World Report 2018: Rights Trends in North Korea”. 《Human Rights Watch》 (영어). 2017년 12월 20일. 2018년 3월 21일에 확인함.
36. ↑  “North Korea | Amnesty International”. 《www.amnesty.org》 (영어). 2018년 3월 21일에 확인함.
37. 1 2 3  “Universal Declaration of Human Rights”. 《www.un.org》 (영어). 2015년 10월 6일. 2018년 3월 28일에 확인함.
38. 1 2 3 4 5  “ASEAN HUMAN RIGHTS DECLARATION – ASEAN | ONE VISION ONE IDENTITY ONE COMMUNITY”. 《ASEAN | ONE VISION ONE IDENTITY ONE COMMUNITY》 (미국 영어). 2012년 11월 19일. 2018년 3월 28일에 확인함.
39. ↑  “Human rights violations endemic in South Asia”. 《www.amnesty.org》 (영어). 2017년 2월 28일. 2018년 3월 28일에 확인함.
40. 1 2 3 4 5  “National Human Rights Institutions | CESR”. 《www.cesr.org》 (영어). 2015년 11월 25일. 2018년 3월 28일에 확인함.
41. ↑  “Association for Human Rights in Central Asia”. 《ahrca.eu》 (영국 영어). 2018년 3월 28일에 확인함.
42. ↑  AHRCA. “Key human rights concerns in Uzbekistan”. 《ahrca.eu》 (영국 영어). 2018년 3월 31일에 원본 문서에서 보존된 문서. 2018년 3월 28일에 확인함.
43. ↑  “JS3_UPR_UZB_S16_2013_JointSubmission3_E.pdf” (PDF). 《lib.ohchr.org》. 2018년 3월 31일에 원본 문서 (PDF)에서 보존된 문서. 2018년 3월 28일에 확인함.
44. ↑  “Human Rights Watch”. 《Human Rights Watch》 (영어). 2018년 3월 28일에 확인함.
45. ↑  “EU adopts a global human rights sanctions regime”. 《Council of the European Union》 (영어). 2021년 5월 15일에 확인함.
46. ↑  “Declaration by the Presidency on behalf of the European Union regarding the recent executions of nine persons in Xinjiang” (PDF). 《Council of the European Union》 (영어). 2021년 5월 15일에 확인함.
47. ↑  “West sanctions China over Xinjiang abuses, Beijing hits back at EU”. 《Reuters》 (영어). 2021년 3월 22일. 2021년 5월 15일에 확인함.
48. 1 2  Organisation for Security and Co-operation in Europe. Warsaw. 20 June 2005. Retrieved 28 March 2018.
49. ↑  Council on Foreign Relations. Retrieved 28 March 2018.
50. ↑  “How the Andijan killings unfolded” (영국 영어). 2005년 5월 17일. 2018년 3월 28일에 확인함.
51. 1 2  Frey, Rebecca Joyce (2009). 《Genocide and International Justice》 (영어). Infobase Publishing. ISBN 978-0-8160-7310-8.
52. ↑  Kiernan, Ben (2002년 1월 1일). 《The Pol Pot Regime: Race, Power, and Genocide in Cambodia Under the Khmer Rouge, 1975-79》 (영어). Yale University Press. ISBN 978-0-300-09649-1.
53. ↑  "The Great Proletarian Cultural Revolution in China, 1966–1976" 보관됨 2019-04-24 - 웨이백 머신. www.sjsu.edu. Retrieved 2015-11-15.
54. ↑  “Accueil | Sciences Po Violence de masse et Résistance - Réseau de recherche”. 《www.sciencespo.fr》. 2023년 1월 15일에 확인함.
55. ↑  Herbert L. Bodman, Nayereh Esfahlani Tohidi 1998, p. 208.
56. 1 2  Arens 2010, p. 128.